# Eva no duerme
Eva no duerme es una película de drama histórico argentina-española-francesa de 2015 dirigida y escrita por Pablo Agüero. Narra los hechos que llevaron a la desaparición y posterior recuperación del cuerpo embalsamado de Eva Perón. Está protagonizada por Gael García Bernal, Denis Lavant, Imanol Arias y Daniel Fanego.
La película se estrenó mundialmente el 12 de septiembre de 2015 en el Festival Internacional de Cine de Toronto, mientras que su estreno comercial en las salas de cines de Argentina fue el 5 de noviembre de 2015. En España, se estrenó el 12 de febrero de 2016 y en Francia tuvo su lanzamiento el 6 de abril de 2016.

## Sinopsis
El argumento comienza con el embalsamiento del cadáver de Eva Perón, el cual es secuestrado por el coronel Moori Koenig, mientras que el comando peronista intenta recuperarlo. Tiempo después, los montoneros realizan un plan para secuestrar al general Aramburu para interrogarlo y así conocer el paradero del cuerpo de Eva. Finalmente, muestra la devolución de los restos de la primera dama y cómo es enterrado con toda la seguridad posible tras el golpe de Estado ejecutado por Emilio Massera.

## Elenco
- Gael García Bernal como Emilio Eduardo Massera
- Denis Lavant como Carlos Eugenio Moori Koenig
- Imanol Arias como Pedro Ara Sarriá
- Daniel Fanego como Pedro Eugenio Aramburu
- Sofía Brito como Esther
- Nicolás Goldschmidt como Robles
- Sabrina Macchi como Eva Perón
- Ailín Salas como Juana
- Miguel Ángel Solá como Cancerbero

## Recepción

### Comentarios de la crítica
La película recibió reseñas mixtas a favorables por parte de los críticos. Hugo Sánchez de Tiempo Argentino destacó que «el film de Pablo Agüero recrea uno de los hechos más negros de la historia argentina, y lo hace con una interesante narración dentro de una puesta teatral y con grandes actuaciones». Alejandro Castañeda de El Día señaló que la película «no logra sensibilizar» y presenta «diálogos chatos» en tanto que «ningún personaje es convincente, ninguna escena conmueve».
En una reseña para Página 12, Juan Pablo Cinelli escribió «Agüero utiliza las imágenes documentales de un modo eficaz y emotivo, intercalándolas con precisión entre las ficciones; pero sin dudas su mayor logro consiste en haberse adueñado de una estética propia del cine de terror». Beatriz Molinari de La Voz del Interior mencionó que «Eva no duerme es una película bella, de espacios cerrados, recursos inteligentes del director que deja en manos de las imágenes documentales la multitud y su movimiento; mientras tanto hace crecer la teatralidad».

### Premios y nominaciones
| Lista de premios y nominaciones | Lista de premios y nominaciones                        | Lista de premios y nominaciones    | Lista de premios y nominaciones | Lista de premios y nominaciones | Lista de premios y nominaciones |
| Año                             | Organización                                           | Categoría                          | Nominado/a(s)                   | Resultado                       | Ref(s)                          |
| ------------------------------- | ------------------------------------------------------ | ---------------------------------- | ------------------------------- | ------------------------------- | ------------------------------- |
| 2015                            | Festival Internacional de Cine de Mar del Plata        | Mejor dirección de fotografía      | Iván Gierasinchuk               | Ganador                         | [ 12 ]                          |
| 2015                            | Festival Internacional de Cine de Amiens               | Mejor director                     | Pablo Agüero                    | Ganador                         | [ 13 ]                          |
| 2016                            | Premios Cóndor de Plata                                | Mejor película                     | Eva no duerme                   | Nominado                        | [ 14 ] [ 15 ]                   |
| 2016                            | Premios Cóndor de Plata                                | Mejor director                     | Pablo Agüero                    | Ganador                         | [ 14 ] [ 15 ]                   |
| 2016                            | Premios Cóndor de Plata                                | Mejor actor de reparto             | Daniel Fanego                   | Nominado                        | [ 14 ] [ 15 ]                   |
| 2016                            | Premios Cóndor de Plata                                | Mejor actriz de reparto            | Sofía Brito                     | Nominada                        | [ 14 ] [ 15 ]                   |
| 2016                            | Premios Cóndor de Plata                                | Mejor guion original               | Pablo Agüero                    | Nominado                        | [ 14 ] [ 15 ]                   |
| 2016                            | Premios Cóndor de Plata                                | Mejor fotografía                   | Iván Gierasinchuk               | Ganador                         | [ 14 ] [ 15 ]                   |
| 2016                            | Premios Cóndor de Plata                                | Mejor dirección de arte            | Mariela Rípodas                 | Ganadora                        | [ 14 ] [ 15 ]                   |
| 2016                            | Premios Cóndor de Plata                                | Mejor vestuario                    | Valentina Bari                  | Ganadora                        | [ 14 ] [ 15 ]                   |
| 2016                            | Premios Cóndor de Plata                                | Mejor sonido                       | Emiliano Biaiñ                  | Ganador                         | [ 14 ] [ 15 ]                   |
| 2016                            | Premios Cóndor de Plata                                | Mejor música original              | Valentín Portron                | Nominado                        | [ 14 ] [ 15 ]                   |
| 2016                            | Premios Cóndor de Plata                                | Mejor maquillaje y caracterización | Verónica Sabatini               | Nominada                        | [ 14 ] [ 15 ]                   |
| 2016                            | Festival Pantalla Pinamar                              | Balance de Oro                     | Eva no duerme                   | Ganador                         | [ 16 ]                          |
| 2016                            | Festival Internacional de Cine Independiente de Lisboa | Premio RTP a la mejor película     | Eva no duerme                   | Ganador                         | [ 17 ]                          |
| 2016                            | Premios Fénix                                          | Mejor fotografía                   | Iván Gierasinchuk               | Nominado                        | [ 18 ]                          |
| 2016                            | Premios Sur                                            | Mejor fotografía                   | Iván Gierasinchuk               | Nominado                        | [ 19 ]                          |
| 2016                            | Premios Sur                                            | Mejor diseño de vestuario          | Valentina Bari                  | Nominada                        | [ 19 ]                          |